# Hugues de Presques de Bonafous de Teyssieu
Pour les articles homonymes, voir Teyssieu (homonymie).
Hugues de Bonafos ou Bonafous est un des illustres croisés qui s'embarquèrent à Aigues-Mortes, en l'an 1248, pour participer à la septième croisade menée par Louis IX (Saint Louis; plus précisément il accompagnait le vicomte de Turenne, Raymond VI, et reçut en récompense de ses merveilles d’armes, une dotation en Palestine.
Cette dotation fit que les armes et le nom des Bonafous figurent aux salles des Croisades du Musée de Versailles.
Un acte dont le manuscrit est conservé à la Bibliothèque royale rappelle une donation faite en Palestine, en 1253, par Raymond VI, vicomte de Turenne, à Hugues Bonafos de Teyssieu, qui l'avait accompagné à la croisade en 1248. Hugues Bonafos de Teyssieu portait écartelé aux 1 et d'azur, à la bande d'argent, et aux 2 et 3 de gueules, au besant d'argent.
Né au manoir de Presques, Bonafous descendait de la maison et seigneurie de Presque, paroisse de S. Médard, châtellenie de S. Céré, ressort de la sénéchaussée de Martel dans la vicomté de Turenne, et l'unique qui ait haute, moyenne et basse justice, sont des nobles de la province du Quercy dès l'an VIII du règne de Lothaire Ier et de grâce 962, ainsi qu'en fait foy un titre qui se conserve dans l'abbaye de Beaulieu-en-Limozin, et qui se trouve imprimé dans l' Histoire d'Auvergne et de Turenne, par M. Justel
Cette vieille famille, qui reçut de Raymond VI, en 1250, le fief de Teyssieu, érigé comme la terre de Presques en baronnie, fit branche par de nobles alliances, dans le Quercy, le Limousin, le haut et le bas Languedoc, la Picardie, le Berry, et plus tard dans le Piémont. C'est durant cette longue série d’années qu'elle a fourni des personnages éminents à l'armée, à l'Église, à la cour, à la magistrature, et à l'ordre souverain de Saint-Jean-de-Jérusalem.

## Sites liés
1. Deux sites donnent des détails sur l’histoire de cette famille

- Notes sur la famille de BONAFOS, BONNAFOS, BONNAFAU.
- Bienvenue à Teyssieu

1. Concernant la Première salle des Croisades, no 17, Versailles

## Anecdotes
- Parenté avec Castelnau-Bretenoux[4]?
- L'auteur de l’article de la Biographie Universelle se nomme Matthieu Bonafous ; il a été fait, par une bulle magistrale du 5 mars 1846, chevalier du même ordre, à titre de descendant d'une branche cadette des Bonafous de Presques et de Teyssieu. (Moniteur universel, 16 avril 1846.)